# Bohaterowie Telemarku
Bohaterowie Telemarku (org. The Heroes of Telemark) – angielski film wojenny z 1965 roku w reż. Anthony’ego Manna. Film oparty jest na autentycznych wydarzeniach jakie miały miejsce w Norwegii podczas II wojny światowej. Dedykowany jest „norweskim mężczyznom i kobietom, których bohaterstwo uniemożliwiło nazistom zbudowanie bomby atomowej”.

## Opis fabuły
II wojna światowa, rok 1942. W okupowanej Norwegii Niemcy w zakładach chemicznych Norsk Hydro (prowincja Telemark) rozpoczynają produkcję ciężkiej wody na skalę przemysłową. Nadzorujący proces produkcji norweski inżynier Nilssen, zdając sobie sprawę z wagi przedsięwzięcia powiadamia o wszystkim norweski ruch oporu i doktora Pedersena. Ten z informacją o niemieckiej produkcji przedostaje się do Londynu. Tam wojskowi specjaliści bez trudu odkrywają, że Niemcy potrzebują ciężkiej wody do wyprodukowania bomby atomowej, która zapewni im zwycięstwo w wojnie. Angielski wywiad postanawia wysłać do okupowanej Norwegii Pedersena z zadaniem udaremnienia produkcji. Początkowo Pedersen przy współudziale norweskiego ruchu oporu planuje unieruchomienie aparatury Norsk Hydro za pomocą wypadu do wnętrz zakładów. Śmiały atak udaje się i instalacja do produkcji ciężkiej wody zostaje zniszczona. Jednak Niemcy bardzo szybko wznawiają produkcję. Wkrótce Norsk Hydro znowu produkuje ciężką wodę „pełną parą”. Kolejnym krokiem komandosów jest więc umówiony aliancki nalot na zakłady. W jego wyniku ginie wielu cywilów i zostaje zniszczone norweskie miasteczko, jednak sama instalacja nie ponosi większych szkód. Pedersen i członkowie norweskiego ruchu oporu decydują się więc na kolejny śmiały wypad – wiedząc, że wyprodukowana przez Niemców spora ilość ciężkiej wody ma być wysłana do Niemiec promem, postanawiają zatopić jednostkę. Pedersen i jeden z norweskich partyzantów (Straud) przedostają się nie zauważeni na prom, podkładają ładunki wybuchowe i na najgłębszym miejscu fiordu zatapiają statek. 

## Obsada aktorska
- Kirk Douglas – dr Rolf Pedersen
- Richard Harris – Knut Straud
- Ulla Jacobsson – Anna
- Michael Redgrave – „Wujek”
- David Weston – Arne
- Sebastian Breaks – Gunnar
- John Golightly – Freddy
- Alan Howard – Oli
- Patrick Jordan – Henrik
- William Marlowe – Claus
- Brook Williams – Einar
- Roy Dotrice – Jensen
- Anton Diffring – mjr Frick
- Ralph Michael – Nilssen
- Eric Porter – Terboven
- Wolf Frees – Knippelberg
- Karel Stepanek – Hartmuller
- Gerard Heinz – Erhardt
- Victor Beaumont – niemiecki sierżant
- George Murcell – Sturmführer
- Mervyn Johns – płk. Wilkinson
- Barry Jones – prof. Logan
- Geoffrey Keen – gen. Bolt
- Robert Ayres – gen. Courts
- Jennifer Hilary – Sigrid
- Maurice Denham – lekarz
- Faith Brook – kobieta w autobusie
- Elvi Hale – pani Sanderson
- Russell Waters – pan Sanderson

i inni.